# 胡淑儀
胡淑儀（?—?），東晉妃嬪，晋简文帝司马昱的妃嬪，封为淑儀。
司马昱为会稽王时，纳胡氏为姬妾。她为司马昱生下二子：司马朱生、临川献王司马郁。但司马朱生在幼年时就夭折。司马郁少年聪慧，被司马昱寄予厚望，但是十七岁时就去世。太和六年（371年），司马昱即位为晋简文帝，册封胡氏为淑儀。宁康初年，晋孝武帝司马曜追封异母兄司马郁为临川献王，追尊胡淑仪为临川太妃。